# بلده (إيران)
بلده (بالفارسية: بلده) هي إحدى مدن محافظة مازندران، إيران. تقع هذه المدينة في منطقة بلدة، بمدينة نور. يقدر عدد سكانها بـ 1,134 نسمة .